# Touristes ? Oh yes !
Pour plus de détails, voir Fiche technique et Distribution.
Touristes ? Oh yes ! est un film français réalisé par Jean-Pierre Mocky, sorti en 2004.

## Synopsis
Les sept membres d'une famille d'Amsterdam : le grand-père homosexuel refoulé, la grand-mère un peu en quête de tendresse, le père, la mère, la fille, le fils — joué par Antoine Cholet — et sa femme, vont passer le week-end à Paris pour assister à un genre de Concours de l'Eurovision dans lequel leur bourgmestre doit concourir.  Après bien des péripéties qui vont disloquer leur belle unité familiale, trois seulement rentreront chez eux avec une surprise dans leurs bagages.

## Fiche technique
- Titre français : Touristes ? Oh yes !
- Réalisation : Jean-Pierre Mocky
- Scénario : Jean-Pierre Mocky, André Ruellan et Alain Moury
- Photographie : Edmond Richard
- Montage : Eric Carlier
- Musique : Vladimir Cosma et Duchmoll
- Pays d'origine :  France
- Format : couleur
- Genre : comédie
- Année de production : 2004
- Date de sortie : 23 juillet 2004 (Prades Film Festival), 25 avril 2007 en DVD

## Distribution
- Antoine Cholet : Peter
- Johnny Monteilhet
- Paul Müller
- Dominique Zardi
- Jean Abeillé
- Mélanie Coste
- Jean-Pierre Clami
- Christian Chauvaud : le vendeur de tracteurs
- Frank Geney
- François Toumarkine
- Djédjé Apali
- Jean-Pierre Mocky : le chauffeur de taxi (non crédité)